# Віталіян (генерал)

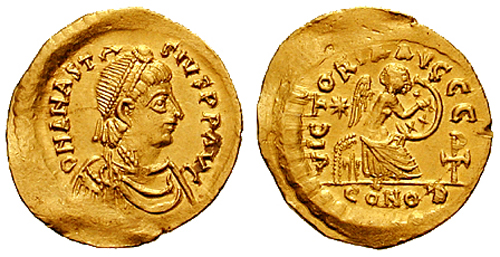
Золоті Імператора Анастасіуса І

Віталіян (лат. Flavius Vitalianus, грец. Βιταλιανός; помер 520) — Римський консул (520 р.), генерал Східної Римської (Візантійської) Імперії. З 513 р. — Командувач повстанців проти імператора Анастасія I.
Користувався авторитетом у великої частини армії і народу, завоював Римські провінції Фракію та Малу Скіфію. Будучи переконаним прихильником халкедонського православ'я виступив проти монофізитів, яких підтримував імператор Анастасій. В його армії було багато скіфів та слов'ян. Спочатку повстанці дійшли до Константинополя, проте 515 р. Віталіян змушений був рятуватися втечею. Був помилуваний новим імператором Юстиніаном І, який доручив йому вести переговори з Папою Римським для подолання Акакіанської єресі. 520 р. був призначений Римським консулом, проте незабаром був убитий, ймовірно, за наказом племінника імператора Юстиніана.

## Походження і сім'я
Він народився в місті Залдапа в Нижній Мезії. За походженням або гет або скіф (тобто гун) — в античних літописах так часто називали слов'ян. Його мати була сестрою Македонія ІІ, Патріарха Константинопольського в 496—511 — варварського походження. За описами літописців, Віталіян був невисокого зросту, але його особиста хоробрість і військові навички були широко визнані.

## Повстання
Віталіян виступав за чистоту християнської віри проти монофізитських тенденцій Анастасія. Мав підтримку ортодоксального духовенства в Константинополі і Римі. Потім він зажадав від імператора свого призначення на посаду magister militum у Фракії. Віталіяна зібрав майже п'ятидесятитисячну армію і повів на Константинополь, не зустрічаючи опору. Солдати Віталіана вийшли під стіни столиці. Генерал утримався від штурму, тому що був задоволений умовами перемир'я — перенесення спору про релігійні проблеми на суд Папи Римського, звільнення колишнього намісника у Фракії, щедрі подарунки від імператора йому і його оточенню.
Після укладення миру Віталіан повернувся в Добруджу та Скіфію. Але новопризначеному наміснику Фракії імператором були дані секретні інструкції заарештувати Віталіяна як тільки все заспокоїться. Віталіан дізнався про це і вдарив першим. Один з його наближених, гун Таррако, убив намісника. Коли новина про це вбивство досягла Константинополя, імператор оголосив Віталіана зрадником. Проти нього була виставлена восьмидесятитисячна армія. Віталіан закликав на допомогу загони племінного союзу гунів (в якому було багато слов'ян) з низовій Дунаю і з їх допомогою розгромив візантійський табір у Одиссосі. Командувач візантійців Іпатій був узятий в полон.
Віталіан знову підступив до Константинополя, маючи і флот — близько двохсот «моноксілах» (на подібних човнах до Цесарограда потім приходили руські князі Олег і Ігор). Г. В. Вернадський писав, що більшість з цих човнів управлялося дунайськими та причорноморськими слов'янами. Імператор уклав мир з Віталіяном на умовах останнього. За цих умов в імперії відновлювалося верховенство халкедонського християнства. В свої єпархії поверталися єпископи, зміщені через відмову досягти компромісу з партією монофізитів. Віталіан знову призначався magister militum Фракії і отримував 5000 фунтів золота компенсації.